# Fjällbröstad timalia
Fjällbröstad timalia (Stachyris maculata) är en fågel i familjen timalior inom ordningen tättingar.

## Utseende
Fjällbröstad timalia är med kroppslängden 17–18,5 cm en relativt stor Stachyris-timalia. Ovansidan är matt olivbrun med förlängda kastanjefärgade plymer på övergumpen. Undertill syns mörka teckningar som formar fjäll. Näbben är svartaktig och relativt long. Blå- eller purpurfärgad bar hud ses runt ögat och vid näbbroten.

## Utbredning och systematik
Fjällbröstad timalia delas in i fyra underarter:
- Stachyris maculata maculata – förekommer på Sumatra, Borneo och i Riauarkipelagen
- Stachyris maculata pectoralis – förekommer i låglandet på Malackahalvön
- Stachyris maculata banjakensis – förekommer på Banyaköarna (utanför Sumatra)
- Stachyris maculata hypopyrrha – förekommer på Batuöarna (utanför Sumatra)

Underarten pectoralis inkluderas ofta i maculata.

## Levnadssätt
Fjällbröstad timalia hittas framför allt i städsegrön ursprunglig skog, men även i ungskog, torvskogar och höglänta hedmarker. På asiatiska fastlandet ses den vanligen under 200 meters höjd, på Sumatra upp till 700 meter. Arten ses födosöka i stora grupper med upp till 18 individer i de lägre skogsskikten på jakt efter ryggradslösa djur som den plockar i bark eller lövverk.

### Häckning
Fjällbröstad timalia häckar från mars till september på asiatiska fastlandet, mars–april på Sumatra och februari samt maj–september på Borneo. Den löst formade boskålen eller sfären av torra löv placeras nära marken i mitten av en liten palm eller i ihoptrasslade klängväxter. Däri lägger den tre ägg.

## Status
Fjällbröstad timalia tros minska relativt kraftigt i antal på grund av habitatförstörelse. Internationella naturvårdsunionen IUCN listar därför arten som nära hotad.